# Salon du livre du Touquet-Paris-Plage
Pour les articles homonymes, voir  Foires du livre.
Le Salon du livre du Touquet-Paris-Plage est un manifestation littéraire, organisée chaque année à la mi-novembre au Touquet-Paris-Plage dans le département du Pas-de-Calais en région Hauts-de-France.

## Localisation
Le salon du livre du Touquet-Paris-Plage se déroule dans la « salle des quatre saisons », avenue de l'Hippodrome au Touquet-Paris-Plage.

## Historique
En 1979, a lieu le premier Salon du livre au Palais de l'Europe, à l'initiative des libraires régionaux, puis au lycée hôtelier, il cohabite avec le Salon des antiquaires jusqu'en 1990, année où il a, de nouveau, lieu au Palais de l'Europe. Le Salon du livre se déroule désormais autour de la mi-novembre à la « salle des quatre saisons », avenue de l'Hippodrome.
Il se déroule, chaque année, durant trois jours à la mi-novembre.
La personnalité qui a beaucoup œuvré pour la renommée du Salon du livre du Touquet-Paris-Plage est le journaliste et écrivain Philippe Alexandre. La commune lui a rendu hommage en donnant sont nom à un prix littéraire, le « prix des lycéens Philippe Alexandre ». Il est inhumé dans le cimetière communal.

## Prix littéraires
Jusqu'au début des années 2010, des prix littéraires sont remis, comme Le prix des trouvères avec le cercle des poètes locaux présidé par un invité national, et le prix de la ville du Touquet.
En 2024, sont remis : le « prix Témoins de lumière », créé en 2018 et qui récompense des ouvrages de tous genres (essais, fiction, poèmes…) lesquels suscitent confiance, discernement, espérance, etc. ;  le « prix Jeunesse » ; le « prix des Lycéens Philippe Alexandre du Touquet » ; le « prix Polar British du Touquet » qui récompense un roman policier écrit par un auteur britannique, traduit en français et le grand prix de la biographie politique du Touquet-Paris-Plage.
Le jury 2024 du grand prix de la biographie politique du Touquet est composé des personnalités suivantes:
Marie-Louise Antoni, Patricia Barbizet, Nicolas Baverez, Dominique Besnehard, Anna Cabana, Arlette Chabot, Pierre Cornut-Gentille, François Ewald, Anne Lauvergeon, Joseph Macé-Scaron, Muriel Mayette-Holtz, Anne Méaux (présidente), Catherine Nay, Alain-Gérard Slama.

## Palmarès du dernier Salon
Lors du Salon 2024, avec Anne Méaux présidente et Annie Degroote invitée d'honneur, les prix littéraires suivants sont remis :
- le « prix Témoins de lumière » : Jean-Pierre Lemaire pour Bernadette Soubirous la plus secrète des saintes et Emmanuel Tourpe pour À l'amour que vous aurez les uns pour les autres[5] ;
- le « prix du polar british » : Catherine Cooper pour La Croisière[5] ;
- le « prix des lycéens Philippe Alexandre » : Joséphine Tassy pour L'indésir[6] ;
- le « grand prix de la biographie politique du Touquet-Paris-Plage » : Lorraine de Meaux pour Germaine Tillion - Une certaine idée de la résistance[7].

## Pour approfondir